# Junkers J.I
Junkers J.I (oznaczenie fabryczne: Junkers J4) – niemiecki samolot piechoty z okresu I wojny światowej. Był to pierwszy seryjnie produkowany opancerzony samolot i pierwszy na świecie zastosowany bojowo z pokryciem z blachy falistej.

## Historia

Schemat samolotu Junkers J.I

Hugo Junkers wpadł na pomysł zbudowania opancerzonego samolotu po zapoznaniu się z prototypem konstrukcji Fritza Hutha, który pojawił się na wystawie Alllgemeine Luftfahrzeugausstellung w Berlinie w 1912 roku. Pierwszą konstrukcją, przy którego budowie Junkers użył stali, był nowatorski Junkers J 1. Tym razem zdecydowano się użyć duraluminium, które na długo stało się wizytówką samolotów Junkersa. Prototyp wzbił się po raz pierwszy w powietrze 28 stycznia 1917 roku, a 19 lutego pierwsza seria 50 samolotów została zamówiona przez lotnictwo niemieckie. W sierpniu tego samego roku seryjne samoloty trafiły na front I wojny światowej do jednostek współpracujących z piechotą tzw. Infanterieflieger. Ich głównym zadaniem była obserwacja ruchów walczących wojsk, utrzymywanie kontaktu dowództwa z własnymi wojskami na pierwszej linii, w nagłych wypadkach dostarczanie zaopatrzenia na bezpośrednio pierwszą linię, a także w pewnym zakresie wsparcie piechoty. Maszyna od razu zyskała ogromną sympatię walczących żołnierzy i latających nią załóg. Była łatwa w pilotażu, a co najważniejsze, bardzo odporna na nieprzyjacielski ostrzał. Udokumentowane jest jedno zestrzelenie J.I, kiedy to bezpośrednie trafienie z ziemi uszkodziło linki sterowania lotkami. Samoloty z racji posiadanego opancerzenia przezywano latającymi czołgami lub z racji pełnionych zadań Möbelwagen (wóz meblowy). Potwierdzeniem ogromnej odporności samolotu był fakt wysłania do naprawy jednego ze skrzydeł maszyny dopiero po 400-krotnym trafieniu. Drobne przestrzeliny ignorowano, większe naprawiano bezpośrednio na lotniskach przy użyciu zestawu naprawczego, który wchodził w skład wyposażenia samolotu. J.I brał udział w walkach do zakończenia wojny. 
Produkcja samolotów następowała jednak powoli z powodu słabego doświadczenia i organizacji pracy w fabryce Junkersa. W październiku 1917 Junkers z tego powodu był zmuszony wejść we współpracę z Fokkerem. Do końca wojny zamówiono 283 samoloty u Junkersa, z czego do zakończenia produkcji w styczniu 1919 zbudowano 227 (część po zakończeniu działań zbrojnych). Samolot miał być także budowany na licencji przez Linke-Hofmann we Wrocławiu, lecz produkcja tam nie została podjęta.
Z wyprodukowanych 227 samolotów do chwili obecnej można oglądać zdekompletowane maszyny w Deutsches Technikmuseum w Berlinie, Canada Aviation and Space Museum w Ottawie i włoskim Museo nazionale della scienza e della tecnologia Leonardo da Vinci w Mediolanie.

## Konstrukcja

Silnik Benz Bz.IV eksponowany w MLP w Krakowie

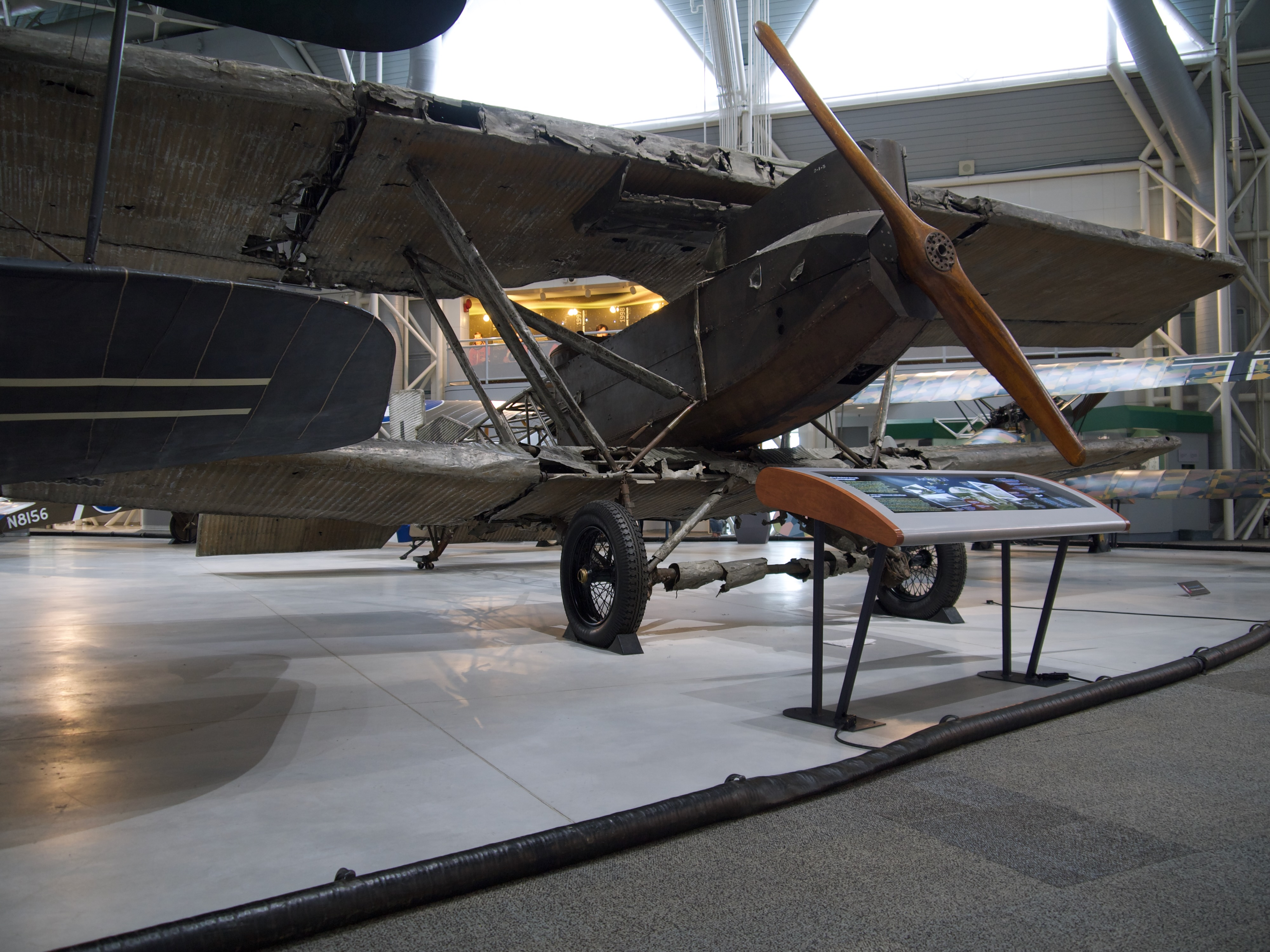
Junkers J.I 586/18 w Canada Aviation and Space Museum

J.I był dwupłatem o konstrukcji metalowej. Przednia część kadłuba była wykonana w technologii skorupowej w formie opancerzonej wanny, wykonanej z 5 mm chromowo-molibdenowej blachy pancernej, osłaniającej silnik, zbiornik paliwa i dwuosobową załogę, zaś tylna część miała konstrukcję kratownicową wykonaną ze stalowych rur pokrytych płótnem. Skrzydła były wolnonośne, aczkolwiek zamontowane do kadłuba i siebie nawzajem za pośrednictwem zastrzałów, położonych blisko kadłuba, w obrębie centropłatów. Skrzydła, lotki i stery pokryte były 3 mm duraluminiową blachą falistą. Pod górnym płatem zainstalowano chłodnicę. 
Podwozie samolotu – klasyczne, ze wspólną osią i płozą ogonową.
Uzbrojenie stanowił tylko jeden ruchomy karabin maszynowy obserwatora karabin maszynowy Parabellum lMG 14 7,92 mm, dysponujący jednak nie najlepszym polem ostrzału (zapas amunicji 1000 sztuk). Dodatkowo można było zabierać lekkie bomby. Z zamontowania karabinu maszynowego strzelającego do przodu zrezygnowano, gdyż manewrowość samolotu nie nadawała się do walk powietrznych, a atakowanie celów naziemnych wymagałoby płytkiego nurkowania, niebezpiecznego na małych wysokościach. Tylko na jednym samolocie (nr J816/17) testowano w styczniu 1918 2 karabiny maszynowe umieszczone w podłodze kabiny obserwatora i strzelające pod kątem do przodu na dół, a na innym ruchome działko 20 mm Becker.